# Motion in the Ocean (Special Tour Edition)
Motion in the Ocean (Special Tour Edition) es un CD+DVD de la banda británica de pop-rock McFly, publicado como una edición especial de Motion in the Ocean que contenía 2 pistas adicionales más, «Baby's Coming Back» y «Don't Stop Me Now», y un DVD grabado durante su actuación en el Wembley Arena dentro de su Motion in the Ocean Tour 2006. El álbum fue una edición limitada que alcanzó el número catorce en la lista de álbumes oficial, vendiendo 11,256 copias. Esta edición del álbum, el logo de la banda en la carátula es de color rojo, a diferencia de la versión original en la que es de color naranaja.

## Lista de canciones

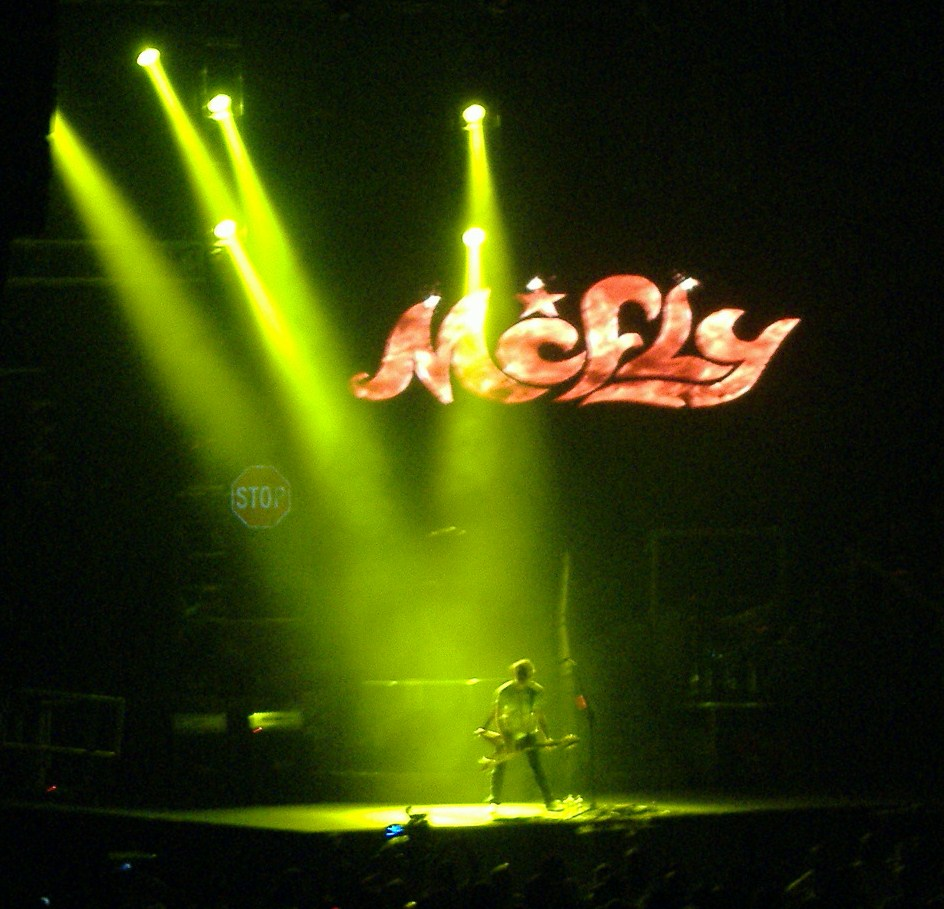
Tom Fletcher en el escenario del Nottingham Arena durante el Motion in the Ocean Tour.

| Disco 1 - Motion in the Ocean |        |          |  |
| N.º                           | Título | Duración |  |

| Disco 2 - Motion In The Ocean Tour 2006 (Live from Wembley) (DVD)' |                                                                               |          |  |
| N.º                                                                | Título                                                                        | Duración |  |
| 1.                                                                 | «Please Please»                                                               |          |  |
| 2.                                                                 | «I Wanna Hold You»                                                            |          |  |
| 3.                                                                 | ««All About You»»                                                             |          |  |
| 4.                                                                 | «We Are The Young»                                                            |          |  |
| 5.                                                                 | «Surf Medley» («Surfer Babe», «Down By The Lake», «That Girl», «She Left Me») |          |  |
| 6.                                                                 | «Star Girl»                                                                   |          |  |
| 7.                                                                 | «I'll Be OK»                                                                  |          |  |
| 8.                                                                 | «Sorry's Not Good Enough»                                                     |          |  |
| 9.                                                                 | «Fight For Your Right»                                                        |          |  |
| 11.                                                                | «Harry's Drum Solo»                                                           |          |  |
| 12.                                                                | «Room On The 3rd Floor»                                                       |          |  |
| 13.                                                                | «Ghostbusters»                                                                |          |  |
| 15.                                                                | «Obviously»                                                                   |          |  |
| 16.                                                                | «Don't Stop Me Now» (feat. Matt Willis)                                       |          |  |
| 17.                                                                | «5 Colours In Her Hair»                                                       |          |  |

## Fechas de la gira
| Fecha            | Ciudad     | País              | Lugar                       |
| ---------------- | ---------- | ----------------- | --------------------------- |
| 17 de septiembre | Sheffield  | Inglaterra        | Sheffield Hallam FM Arena   |
| 19 de septiembre | Birmingham | Inglaterra        | Birmingham NEC              |
| 20 de septiembre | Birmingham | Inglaterra        | Birmingham NEC              |
| 22 de septiembre | Londres    | Inglaterra        | Wembley Arena               |
| 23 de septiembre | Londres    | Inglaterra        | Wembley Arena               |
| 26 de septiembre | Cardiff    | Gales             | Cardiff CIA                 |
| 27 de septiembre | Cardiff    | Gales             | Cardiff CIA                 |
| 29 de septiembre | Newcastle  | Inglaterra        | Newcastle Metro Radio Arena |
| 2 de octubre     | Glasgow    | Escocia           | Glasgow SECC                |
| 3 de octubre     | Glasgow    | Escocia           | Glasgow SECC                |
| 5 de octubre     | Nottingham | Inglaterra        | Nottingham Arena            |
| 6 de octubre     | Mánchester | Inglaterra        | MEN Arena                   |
| 7 de octubre     | Mánchester | Inglaterra        | MEN Arena                   |
| 9 de octubre     | Dublín     | Irlanda           | Dublin Point                |
| 10 de octubre    | Belfast    | Irlanda del Norte | Belfast Odyssey             |

## Posicionamento en las listas de ventas
| Lista de ventas    | Posición más alta | Certificación |
| ------------------ | ----------------- | ------------- |
| UK Albums Chart    | 14                | -             |
| Irish Albums Chart | 68                | -             |